# Complesso Olivetti
Il complesso Olivetti è un complesso architettonico urbanistico già sede della Olivetti situato a Ivrea.
Il primo nucleo fu costruito nel 1896 da Camillo Olivetti, i successivi ampliamenti si devono al figlio Adriano Olivetti, che ha chiamato architetti come Luigi Figini e Gino Pollini. Dal 2001 è possibile visitare il Museo a cielo aperto dell'architettura moderna di Ivrea seguendo un percorso pedonale attraverso un eccezionale patrimonio architettonico e urbanistico. Il 1º luglio 2018 Ivrea, città industriale del XX secolo entra a far parte della lista dei beni del patrimonio dell'umanità UNESCO.

## Storia

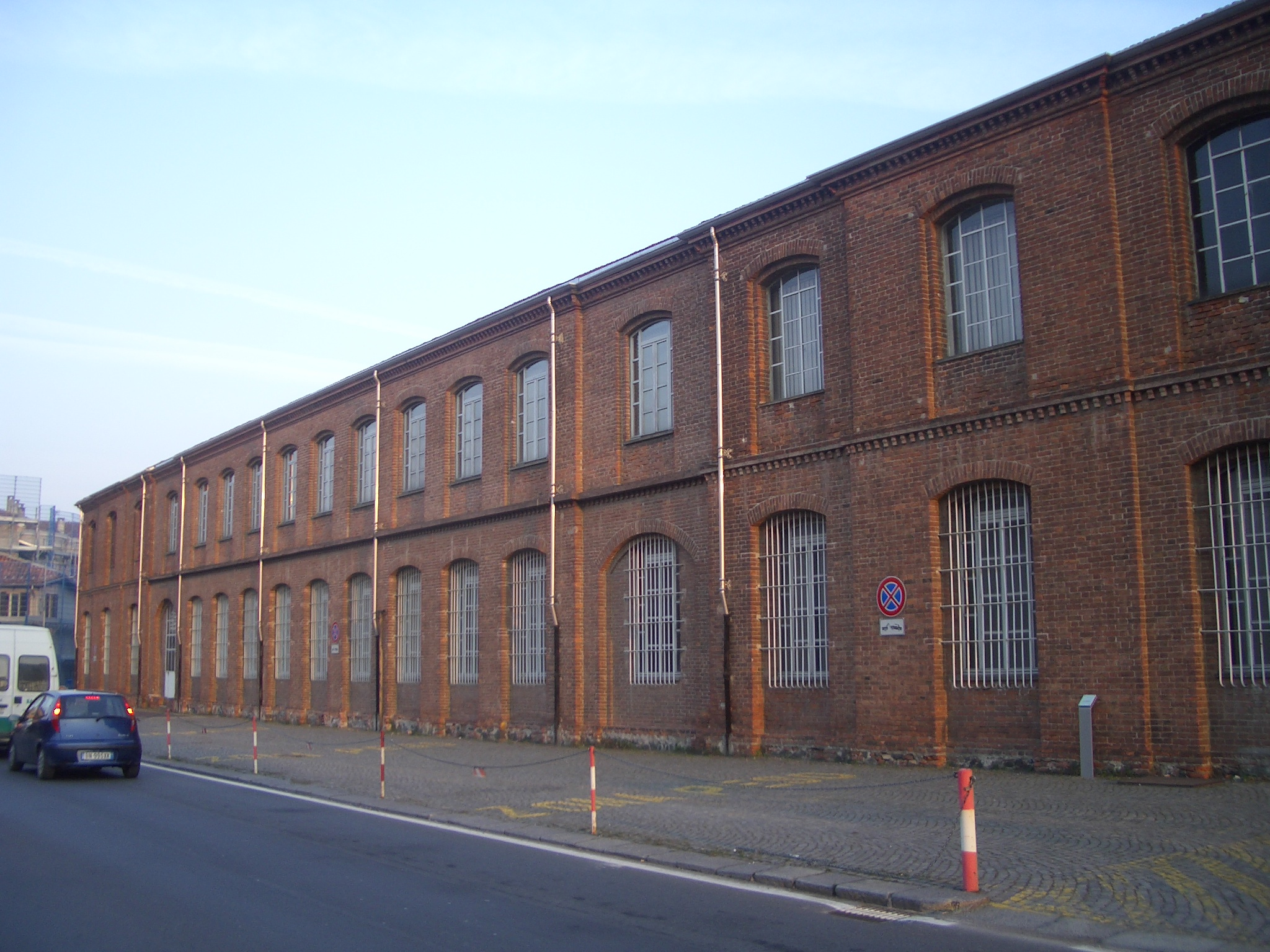
La storica fabbrica in mattoni rossi: "prima fabbrica nazionale di macchine per scrivere".

### La «fabbrica di mattoni rossi»

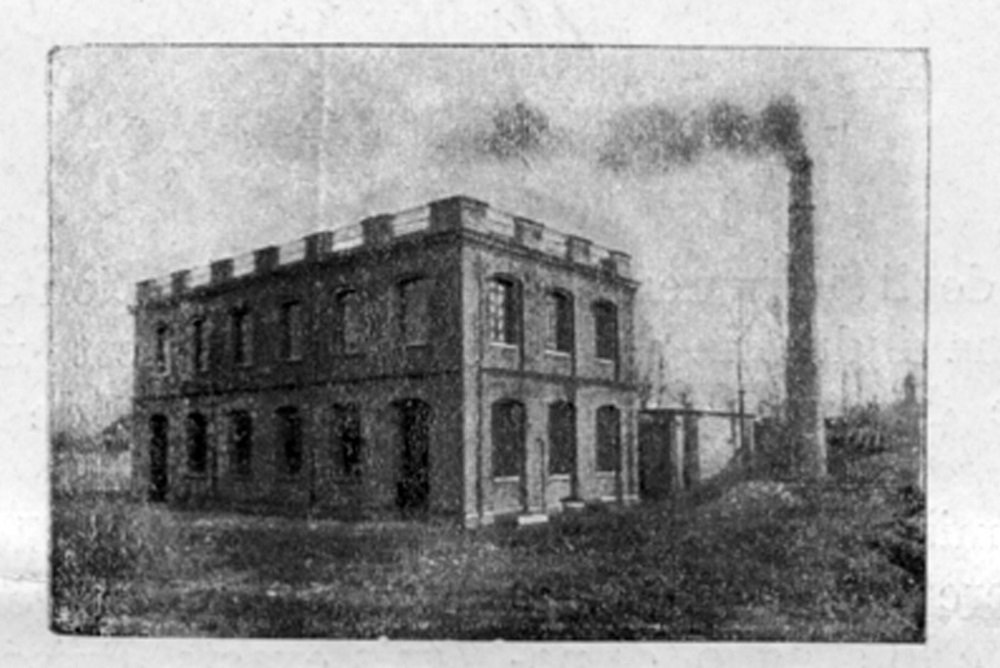
Il primo edificio fatto costruire da Camillo Olivetti nel 1895

Sulla strada che da Ivrea porta a Castellamonte il padre, Salvador Benedetto Olivetti, lasciò a Camillo Olivetti dei terreni che salivano verso Monte Navale. All'inizio di quella strada (allora via Castellamonte, oggi via Jervis), poco distante dalla stazione ferroviaria di Ivrea, Camillo costruì la sua fabbrica. Era il 1896, nasceva la ditta Ing. Camillo Olivetti di Ivrea. Leggiamo come la descrive, nella propria tesi di laurea, l'architetto Matteo Olivetti, pronipote di Camillo.
"La prima fabbrica Olivetti è un edificio di mattoni rossi, inizialmente più che una fabbrica doveva essere un laboratorio scientifico ma ben presto a seguito del successo ottenuto diventò un'industria. Il primo corpo della fabbrica venne progettato personalmente da Camillo Olivetti nel 1895, con una forma semplice a pianta rettangolare, e disposto su due piani, ad esso era annesso un fabbricato che doveva servire da magazzino, tutto con coperture piane. Per la realizzazione della parte strutturale del progetto, i solai e il tetto piano, Camillo si fece consigliare dall'ing. Porcheddu suo amico e compagno di scuola che gli aveva parlato delle ottime possibilità costruttive del sistema di cemento armato Hennebique che egli stesso importava dalla Francia.
La ditta Porcheddu era l'unica concessionaria di vendita del nuovo sistema Hennebique per tutta l'Italia e per i primi tempi si appoggiava completamente alla casa madre per la realizzazione delle strutture. Infatti il primo edificio realizzato era stato eseguito sui calcoli statici svolti in Francia sul progetto di Camillo, come viene annotato nei documenti della ditta. Anche tutti i materiali da costruzione per la realizzazione delle parti statiche erano importate dalla Francia. Poco dopo, nel 1899, venne realizzato il primo ampliamento della fabbrica, con l'aggiunta di due fabbricati laterali al corpo centrale, sempre in cemento armato Hennebique e su disegni di Camillo che, in questa occasione, si lamentò con l'amico perché il tetto presentava grosse infiltrazioni d'acqua e gli chiese di trovare una soluzione. Nella seconda pratica per la realizzazione delle strutture si nota una maggiore indipendenza della ditta Porcheddu dalla casa madre. Il primo progetto era di modeste dimensioni, perché doveva rispondere alle modeste esigenze di laboratorio scientifico. L'aspetto esteriore era quello tipico degli edifici delle proto-industrie di fine ottocento, il linguaggio architettonico usato è un neo medioevale molto sobrio e compatto che dà una marcata impressione di stabilità e allo stesso tempo di semplicità.
L'esterno non presentava innovazioni ma era l'utilizzare il sistema Hennebique la vera modernità che affascinò Camillo anche se celata nel suo involucro esteriore di mattoni rossi tipici del basso Canavese. François Hennebique ebbe il merito di inventare il primo tipo di trave moderna in cemento armato. Quella realizzata a Ivrea è una struttura monolitica nella quale i solai sono formati da una soletta a nervatura disposte nei due sensi ortogonali, permettendo un'equa distribuzione dei carichi sulle strutture portanti verticali realizzate in muratura. Qui il solaio è ancorato alla muratura attraverso ganci affogati nel calcestruzzo. Ciò rendeva possibile la costruzione di un edificio nel quale i carichi erano ben distribuiti in tutta la superficie. Un altro vantaggio del cemento armato era l'alto grado di incombustibilità molto importante per le officine spesso soggette a incendi. La fabbrica di mattoni rossi rappresenta uno dei primissimi esempi di edifici industriali in cemento armato costruiti in Italia."

### Gli ampliamenti di Figini e Pollini

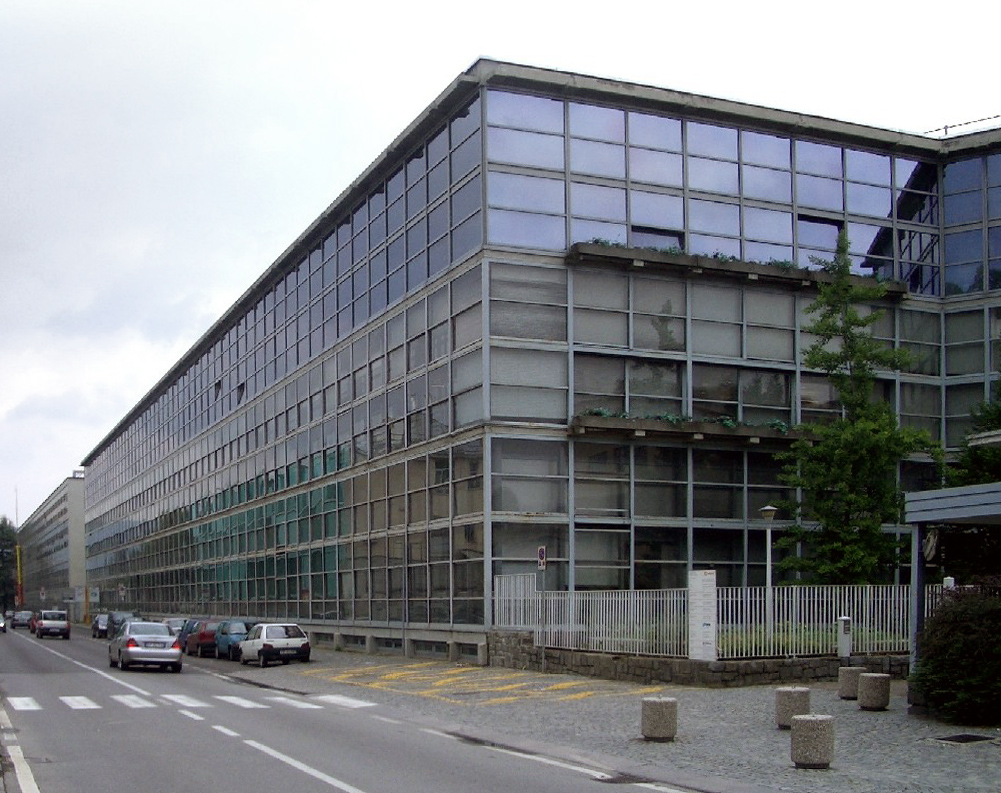
Luigi Figini, Gino Pollini, Nuova ICO, 1955-58

A partire dal 1934 vengono fatti dei nuovi ampliamenti voluti da Adriano Olivetti, che si distinguono nettamente per lo stile architettonico dai precedenti edifici. Il nuovo progetto viene commissionato a Luigi Figini e Gino Pollini, due architetti razionalisti.
- Il primo ampliamento viene realizzato tra il 1934 e il 1936.
- Il secondo ampliamento risale agli anni 1937 1939.
- Il terzo ampliamento, il più importante, tra Il 1939 e il 1940.

Il primo ampliamento viene realizzato seguendo le logiche proprie della produzione in linea, costruendo un grande ambiente illuminato naturalmente da enormi vetrate.
Nel terzo ampliamento viene costruito un nuovo edificio lungo 130 metri completamente rivestito da una parete vetrata. Le Officine Olivetti si collocano da quel momento tra gli esempi più rilevanti dell'architettura industriale in Europa, suscitando interessanti commenti e prese di posizione nel dibattito dell'architettura italiana ed europea.

### Palazzina del Centro studi ed esperienze
Noto anche come Casa Blu in quanto rivestite da mattonelle azzurre, l'edificio è stato progettato dall'architetto partenopeo Eduardo Vittoria. All'inizio degli anni cinquanta ci si accorse della necessità di una sede separata dalle officine per il centro ricerche. La costruzione viene avviata nel 1954 e l'inaugurazione è dell'anno successivo.

### Palazzo dei servizi sociali
Realizzato da  Figini e Pollini il  fabbricato dei Servizi sociali è stato realizzato tra il 1955 e il 1959.

### Borgo Olivetti
Nel  1926 Camillo Olivetti fa costruire un primo gruppo di case per dipendenti. Sono sei case unifamiliari con un piccolo giardino di pertinenza.

### Talponia

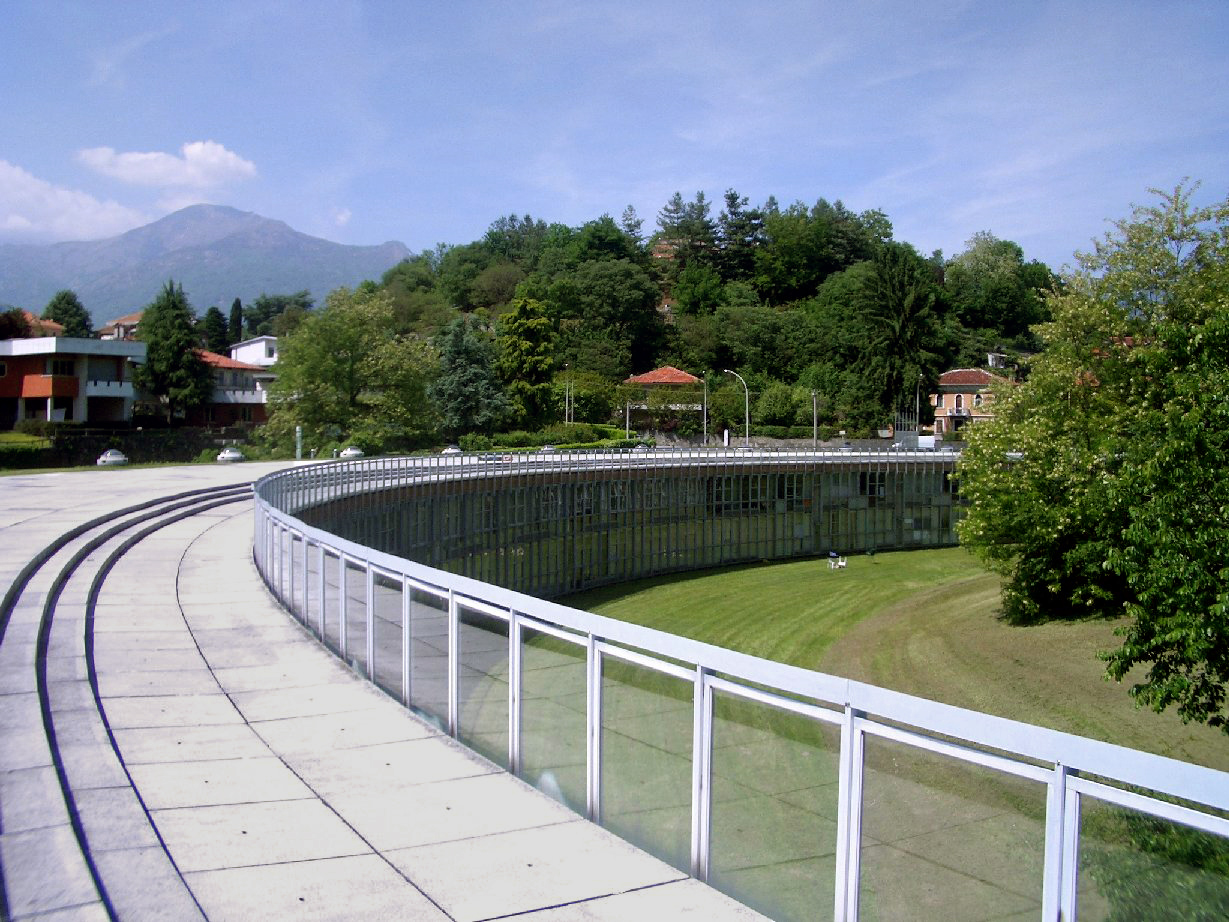
Unità residenziale Ovest, detta Talponia

L'Unità residenziale Ovest, nota come Talponia, è un edificio realizzato tra il 1969 e il 1975 e progettato dagli architetti Roberto Gabetti e Aimaro Isola.
Costruito su due livelli con una particolare pianta semicircolare, l'edificio presenta un interessante rapporto architettura-natura, con gli alloggi che sono affacciati  verso il bosco.
L'ultimo livello è costituito come un terrazzo giardino, migliorandone anche la coibenza termica, ed è attraversato da una passeggiata pedonale.

### Palazzo Uffici e Nuovo Palazzo Uffici
Il Palazzo Uffici Olivetti venne ultimato nel 1964 e rispondeva alla necessità di creare una nuova sede amministrativa e di rappresentanza dell'azienda. L'edificio originale fu poi affiancato da un secondo palazzo noto come Nuovo Palazzo Uffici Olivetti.